# Salix coggygria
Salix coggygria — вид квіткових рослин із родини вербових (Salicaceae).

## Морфологічна характеристика
Це невисокий кущ до 50 см заввишки. Гілочки тьмяно-коричневі, голі, в молодості сіро чи бурувато-запушені. Прилистки дельтувато-яйцеподібні, волосисті; листкова ніжка 2–5 мм, густо запушена; листкова пластинка обернено-яйцеподібно-округла, 1.5–4.5 × 1.5–3.5 см, абаксіально (низ) бліда й гола, адаксіально зелена й у молодості густо біло ворсинчаста зрештою майже гола, обидва кінці тупо-заокруглені, край цільний, рідко рідко пилчаста біля верхівки, верхівка часто з хвостиком. Сережки кінцеві, 2–3 см, густо квіткові, з листочками біля основи. Чоловіча квітка: тичинок 2, пиляки жовті та яйцеподібні. Жіноча квітка: зав'язь яйцювата, густо сірувато-біло запушена, сидяча.

## Середовище проживання
Південно-Центральний Китай. Росте серед чагарників; на висотах 3400–4700 метрів.